# 文德斯海姆
文德斯海姆是德国莱茵兰-普法尔茨州的一个市镇。总面积4.17平方公里，总人口570人，其中男性288人，女性282人（2011年12月31日），人口密度137人/平方公里。

## 历史
在最后一个冰河时代和植物生命的回归之后，线性陶器文化开始在莱茵河谷永久定居。